# Мігель Анхель Бенітес
Мігель Анхель Бенітес (ісп. Miguel Ángel Benítez, нар. 19 травня 1970, Асунсьйон) — парагвайський футболіст, що грав на позиції нападника.
Значну частину кар'єри провів у Іспанії, провівши там понад 200 ігор, зокрема, грав за клуб «Еспаньйол», з яким став володарем Кубка Іспанії. Також грав за національну збірну Парагваю, з якою був учасником чемпіонату світу та Кубка Америки.

## Клубна кар'єра
Розпочав грати у футбол на батьківщині в кількох нижчоліговох клубах, а 2003 року, у віці 23 років відправився до Іспанії, де теж розпочав з виступів у нижчоліговій команді «Кальпе».
У 1993 році Мігеля запросили в мадридський «Атлетіко». 25 вересня в матчі проти хіхонського «Спортінга» він дебютував у Ла Лізі. За півроку в Мадриді Бенітес зіграв всього в 10 зустрічах, програвши конкуренцію Кіко, Маноло і Косецькому. Через це сезон 1994/95 він провів у «Мериді» на правах оренди. У 23 матчах за клуб він забив 10 м'ячів і допоміг команді виграти Сегунду та вийти у Прімеру.
Влітку 1995 року Мігель перейшов до барселонського «Еспаньйола». 3 вересня 1995 року в матчі проти «Саламанки» Бенітес дебютував у новому клубі. У 1996 році він зайняв з командою четверте місце у чемпіонаті Іспанії, що є для нього найвищим досягненням за час іспанської кар'єри. У 2000 році він виграв з командою Кубок Іспанії, але в подальшому втратив місце в основі і на початку 2002 року покинув «Еспаньйол», провівши за клуб 147 матчів і забивши 29 м'ячів у Ла Лізі.
У 2002 році Бенітес повернувся на батьківщину, підписавши контракт з «Олімпією» (Асунсьйон). У тому ж році він виграв з новою командою Кубок Лібертадорес, а в наступному сезоні став володарем Рекопи Південної Америки. У 2004 році Мігель покинув команду і повернувся до Іспанії, де уклав контракт з «Альмерією» з Сегунди. Після сезону Іспанії він нетривалий час виступав за перуанський «Універсітаріо де Депортес», «Спортіво Лукеньйо», повертався в «Олімпію», а завершив свою кар'єру в 2007 році в клубі «Гуарані» (Асунсьйон).

## Виступи за збірну
1996 року дебютував в офіційних матчах у складі національної збірної Парагваю. У 1998 році Бенітес потрапив в заявку команди на чемпіонат світу у Франції. На турнірі він взяв участь у всіх чотирьох зустрічах, проти Іспанії, Болгарії, Нігерії і Франції. У поєдинку проти збірної Нігерії, він забив гол і допоміг команді здобути перемогу.
Наступного року Мігель поїхав з командою на домашній Кубок Америки 1999 року. На турнірі він забив три м'ячі, двічі вразивши ворота збірної Японії (4:0) і один раз відзначився у матчі чвертьфіналу проти Уругваю (1:1). Втім в цій же грі з уругвайцями саме Бенітес став єдиним гравцем, що не реалізував післяматчевий пенальті, через що парагвайці покинули турнір.
Всього протягом кар'єри у національній команді, яка тривала 4 роки, провів у формі головної команди країни 29 матчів, забивши 11 голів.

### Голи за збірну Парагваю
| #   | Дата              | Місце                                           | Суперник  | Результат | Змагання          |
| --- | ----------------- | ----------------------------------------------- | --------- | --------- | ----------------- |
| 01. | 10 листопада 1996 | «Дефенсорес дель Чако», Асунсьйон, Парагвай     | Еквадор   | 1:0       | Відбір на ЧС-1998 |
| 02. | 12 січня 1997     | «Естадіо Гільєрмо Сото Роса», Мерида, Венесуела | Венесуела | 2:0       | Відбір на ЧС-1998 |
| 03. | 10 вересня 1997   | «Дефенсорес дель Чако», Асунсьйон, Парагвай     | Болівія   | 2:1       | Відбір на ЧС-1998 |
| 04. | 8 лютого 1998     | «Дефенсорес дель Чако», Асунсьйон, Парагвай     | Польща    | 1:1       | товариський матч  |
| 05. | 18 березня 1998   | «Ацтека», Мехіко, Мексика                       | Мексика   | 1:1       | товариський матч  |
| 06. | 28 березня 1998   | «Єль-Боул», Нью-Гейвен, США                     | Колумбія  | 1:1       | товариський матч  |
| 07. | 24 червня 1998    | «Муніципальний стадіон», Тулуза, Франція        | Нігерія   | 3:1       | ЧС-1998           |
| 08. | 2 липня 1999      | «Дефенсорес дель Чако», Асунсьйон, Парагвай     | Японія    | 4:0       | КА-1999           |
| 09. | 10 липня 1999     | «Дефенсорес дель Чако», Асунсьйон, Парагвай]    | Японія    | 4:0       | КА-1999           |
| 10. | 10 липня 1999     | «Дефенсорес дель Чако», Асунсьйон, Парагвай     | Уругвай   | 1:1       | КА-1999           |
| 11. | 17 листопада 1999 | «Домінго Бургеньо», Мальдонадо, Уругвай         | Уругвай   | 1:0       | Товариський матч  |

## Титули і досягнення
- Володар Кубка Іспанії (1):

«Еспаньйол»: 1999–00
- Володар Кубка Лібертадорес (1):

«Олімпія» (Асунсьйон): 2002
- Переможець Рекопи Південної Америки (1):

«Олімпія» (Асунсьйон): 2003